# Sofya Skya
Sofya Skya, née Sofia Arzhakovskaya le 28 janvier 1988 à Leningrad en URSS, est une actrice et danseuse de ballet russe. 

## Biographie

### Jeunesse
À l'âge de neuf ans, elle étudie la danse à l'Académie de ballet Vaganova de Saint-Pétersbourg. Entre 10 et 12 ans, elle se concentre sur la danse moderne dans le théâtre russe. De 13 à 16 ans, elle pratique de nouveau le ballet classique. 

## Vie privée
Elle rencontre Sergey Veremeenko, un industriel russe, au cours d'un bal à Moscou, et l'épouse en 2005.

### Carrière
Elle danse dans de nombreux ballets et pose pour des photographes. En 2006, elle est élue Mrs. World à Saint-Pétersbourg. En 2007, elle apprend l'anglais pour faire carrière à Hollywood.

## Filmographie

### Cinéma
- 2009 : The Courageous Heart of Irena Sendler de John Kent Harrison : une mère désespérée
- 2009 : Ligea de Michael Staininger : Ligea Romanova
- 2009 : Limelight de David Semel : Tatyana
- 2010 : Shadows of the White Nights de Robert Crombie : Maya

### Télévision
- 2009 : Les Experts : Manhattan (saison 5)
- 2010 : Commando de l'ombre (Shadows in Paradise), de J. Stephen Maunder : Sasha